# Sentiments humains
Albums de Pierre Lapointe
En concert dans la forêt des mal-aimés
(27 novembre 2007) Pierre Lapointe Seul au piano
(8 février 2011)
Sentiments humains est le troisième album studio de Pierre Lapointe après son premier opus du même nom et La forêt des mal-aimés. Il est sorti le 7 avril 2009 au Québec et est sorti le 31 août 2009 en France. 
Cet album fait suite au spectacle éphémère Mutantès présenté lors des FrancoFolies de Montréal en 2008. Pierre Lapointe présente ainsi certaines morceaux de cet évènement qui n'a connu que huit représentations.
Le premier simple tiré de cet album s'intitule Je reviendrai, le suivant Au bar des suicidés est sorti la même année. Les 15 000 premières copies du nouveau disque sont accompagnées d'un bonus, Les Vertiges d'en haut, contenant cinq morceaux d'où est issu L'Amour solaire.

## Musiciens
- Arrangé et réalisé par Philippe Brault
- Pierre Lapointe

(à suivre)

## Titres
Toutes les chansons sont écrites et composées par Pierre Lapointe, sauf mention contraire.
| No  | Titre                    | Auteur                              | Durée |
| --- | ------------------------ | ----------------------------------- | ----- |
| 1.  | Ces étranges lueurs      |                                     | 1:19  |
| 2.  | Le Magnétisme des amants |                                     | 3:06  |
| 3.  | Je reviendrai            |                                     | 3:51  |
| 4.  | Au bar des suicidés      | Pierre Lapointe – Philippe Bergeron | 3:23  |
| 5.  | Tu es à moi              | Pierre Lapointe – Philippe Bergeron | 2:49  |
| 6.  | Les Lignes de ma main    |                                     | 2:41  |
| 7.  | Les Sentiments humains   |                                     | 4:08  |
| 8.  | Nous restions là         |                                     | 3:57  |
| 9.  | Coulent les rires        |                                     | 2:51  |
| 10. | L'Enfant de ma mère      |                                     | 4:09  |
| 11. | Comme si c'était hier    |                                     | 3:20  |
| 12. | Les Éphérites            |                                     | 3:51  |

| 1. | Les Vertiges d'en haut | 2:23 |
| 2. | Les Perles de nos yeux | 2:48 |
| 3. | Le Halo des amoureux   | 3:03 |
| 4. | Les Petites Morts      | 3:20 |
| 5. | L'Amour solaire        | 3:52 |

## Classements des ventes
| Pays   | Meilleure position |
| ------ | ------------------ |
| Canada | 2                  |
| France | 72                 |

Album certifié disque d'or pour plus de 40 000 exemplaires vendus au Canada.